# Le Coq du régiment
Pour plus de détails, voir Fiche technique et Distribution.
Le Coq du régiment est un film français réalisé par Maurice Cammage, sorti en 1933.

## Synopsis
Médard et Lavirette, frères de lait, se retrouvent à la caserne où le premier est simple soldat et le second lieutenant. Ce dernier, coureur impénitent, se fait passer pour Médard, ce qui entraîne de nombreux quiproquos. Mais tout va s'arranger pour le « coq » du régiment.

## Fiche technique
- Réalisation : Maurice Cammage
- Scénario : Maurice Cammage d'après le vaudeville d'Alin Monjardin
- Adaptation et dialogues : Maurice Cammage
- Photographie : Ringuel, Albert Bres
- Musique : Fernand Heintz
  - Chansons : Jean Manse, Alin Monjardin
- Décors : Robert Bussy
- Son : Jean Dubuis
- Production : Fortuna-Films
- Tournage en mai et juin 1933
- Pays d'origine :  France
- Format :  Noir et blanc - 1,37:1 - 35 mm - son mono
- Genre : Comédie
- Durée : 80 min
- Date de sortie en France: 
  - à Marseille - 22 décembre 1933
  - à Paris - 5 mai 1934
- Affiches : Jacques Bonneaud, Georges Dastor (France)

## Distribution
- Fernandel : le soldat Médard
- André Roanne : le lieutenant Lucien Lavirette
- Christiane Delyne : Christiane Leroi
- Ginette Gaubert : Mme Lavirette
- Louis Florencie : le commandant Montbizard
- Charles Prince-Rigadin : Musigny
- Ruth Felder : Margaret, la girl
- Georges Peclet : Saint-Girons
- Andrex : le chanteur du dancing
- Jean Valroy : l'adjudant
- Gaby Basset : Agathe
- Jeanne Fusier-Gir : la servante de l'auberge
- Jean Kolb : le major
- G. Marceau :
- René Lacourt :
- Léo Courtois : un client du dancing
- Max Lerel : un sous-lieutenant
- Tony D'Algy :

## Autour du film
- C'est le dernier film de Charles Prince-Rigadin, mort en juillet 1933
- La scène du Dancing où devait apparaitre Andrex, ne se trouve pas ou plus dans le film. La cause de la suppression

de cette scène m'est inconnue.